# Lucía Gil
Lucía Gil Santiago ([luˈθia ɣil]), née le 29 mai 1998 à Madrid, est une chanteuse et actrice espagnole. Elle est connue pour avoir gagné la première saison du télé-crochet My Camp Rock Spain organisé par Disney Channel,. Elle a aussi joué dans les séries télévisées Gran Reserva sur TVE, La Gira sur Disney Channel (Espagne) et Violetta sur Disney Channel (Amérique Latine). et Yo Quisiera de la chaine espagnol Divinity

## Biographie

### 2012–2016
En 2012 on la trouve dans la mini série La gira de Disney Channel Espagne dans le rôle de Laura avec deux saisons.
On la retrouve dans les saisons 1, 2 et 3 de Violetta. Dans la série télévisée elle joue la petite sœur de Nata et fait des vidéos sur Internet, souvent en concurrence avec Ludmila.
En mai 2013, Lucia était en train de tourner dans la série Les Avatars, une production espagnole tournée en anglais pour le marché international.
En novembre 2013, Lucia sort son premier album solo appelé "Mas Alla Del Pais De Las Princesas" ce qui veut dire "Plus loin que le pays des princesses".
En septembre 2014 Lucia commence à tourner dans une toute nouvelle série Yo Quisiera  en Espagne dont elle a le rôle principal de Lana, la série est sortie le 9 novembre en 2015 et a été renouveler pour une saison 2.
En décembre 2015, Lucia sort son nouveau single Rota et sa chaine vevo avec le clip de Rota sortie le 22 décembre 2015.

## 2020
En mars 2020, en pleine pandémie de coronavirus, Lucia Gil met en ligne la chanson Volveremos a Brindar (Nous trinquerons à nouveau, en français), dont les paroles se veulent emplies d'optimisme et qui devient rapidement virale,.